# 孔科爾迪亞 (安蒂奧基亞省)
孔科爾迪亞是哥倫比亞的城鎮，位於該國北部，由安蒂奧基亞省負責管轄，距離首府麥德林95公里，始建於1830年，面積231平方公里，海拔高度1,832米，2005年人口21,226。

## 外部連結
- （西班牙文） Concordia official website（页面存档备份，存于）

6°02′56″N 75°54′32″W / 6.049°N 75.909°W